# Javni prihodi
Javni prihodi su prihodi države koji se mogu prikupiti u obliku :
- Poreza
- Doprinosa
- Carine
- Pristojbi (takse)
- Naknada
- Javnog duga

Pojam javni prihodi se uglavnom poistovjećuje s porezima jer oni imaju najveći udio u prihodima države. Također je važno napomenuti i da se u stranoj terminologiji najčešće koristi naziv porez (eng. Tax) kao sinonim za prihode države. 
Isto tako treba uzeti u obzir da svaka zemlja ima različiti sustav javnih prihoda, pa stoga i klasifikacije neće uvijek biti iste. Zbog toga polazna točka za pretraživanje strane literature uvijek treba biti pojam javne financije.

## Obilježja
- svi služe za podmirenja javnih potreba, tj. državnih rashoda (javnih rashoda)
- svi se ubiru u novcu
- ubiru se periodično i konstantno
- ubiru se uglavnom iz dohotka (obnovljivi izvor), a vrlo rijetko iz imovine (nije obnovljiv izvor)

## Podjela javnih prihoda
- originarni (izvorni) - prihodi koje je država ostvarila svojom ekonomskom aktivnošću, tj. na temelju prava svoga vlasništva (npr. dividende od poduzeća u državnom vlasništvu)
- derivativni (izvedeni) - prihodi koje država ostvaruje na temelju financijskog suvereniteta (moći). Iz nečije ekonomske snage izvodi svoju ekonomsku snagu (npr. porezi)

- redovni - prihodi koji se kontinuirano i periodično ubiru (npr. porez na promet)
- izvanredni - prihodi koji se ubiru povremeno, u izvanrednim prilikama (npr. teška elementarna nepogoda)

- prihodi od stanovništva - građani izdvajaju iz svojeg dohotka
- prihodi od pravnih osoba - prihodi od gospodarskih jedinica (npr. porez na dobit, doprinosi i sl.)

- povratni
- nepovratni

- prihodi širih političko-teritorijalnih jedinica - pravo ubiranja ima država
- prihodi užih političko-teritorijalnih jedinica - pravo ubiranja imaju gradovi, općine i županije

- namjenski (destinirani) - prihodi za koje se unaprijed zna na što će biti potrošeni
- nenamjenski (nedestinirani) - prihodi koje država troši na bilo koje javne rashode

- prihodi u novcu
- prihodi u naturi

- javno-pravni - prihodi do kojih država dolazi pomoću svojeg financijskog suvereniteta
- privatno-pravni - dobrovoljni - prihodi do kojih država dolazi kao svaki drugi subjekt

- ekvivalentni - prihodi za koje obveznik ima pravo na protuuslugu (npr. doprinos za zdravstveno osiguranje daje besplatnu zdravstvenu zaštitu kao protuuslugu)
- prihodi opće naknade - porezi i druga davanja koja ne moraju u sebi sadržavati ekvivalentnu protuuslugu